# Венгерский военный контингент в Афганистане
Военный контингент Венгрии в Афганистане — подразделение вооружённых сил Венгрии, созданное в 2003 году. В 2003 - 2014 гг. действовало в составе сил ISAF.

## История
Венгрия участвует в операции в Афганистане с 2003 года. В феврале 2003 года в Афганистан был направлен медицинский контингент, действовавший под немецким командованием до декабря 2003 года. В марте 2004 года в Кабул прислали ещё 21 военнослужащего (увеличив общую численность венгерского контингента до 31 человека).
В дальнейшем, 1 августа 2004 года в страну прибыло первое боевое подразделение — легкопехотная рота (размещённая на базе канадских войск "Camp Julien" в районе Кабула и приступившая к охране объектов и патрулированию местности), а позднее — иные воинские части.
7 августа 2005 года в районе Кабула в дорожно-транспортном происшествии был ранен один военнослужащий Венгрии.
8 марта 2006 года в провинции Кундуз перевернулся внедорожник венгерского контингента, ранения и травмы получили трое военнослужащих Венгрии.
1 октября 2006 года провинция Баглан в северо-восточной части Афганистана стала зоной ответственности венгерского контингента (в состав которого были включены девять иностранных военнослужащих).
Для размещения войск осенью 2006 года в городе Пули-Хумри была построена укреплённая военная база "Camp Pannonia".
В дальнейшем, в связи с осложнением обстановки в провинции контингент усилили бронированными автомашинами и собаками-миноискателями. Помимо полученных от США бронированных внедорожников HMMWV и полученных 12 августа 2010 года четырех бронированных джипов "Toyota Land Cruiser" венгерский контингент ISAF получил семь бронированных грузовиков Raba H14.
3 мая 2008 года во время движения венгерской автоколонны из города Мазари-Шариф в город Пули-Хумри в дорожно-транспортном происшествии были ранены два солдата Венгрии.
10 июня 2008 года при попытке разминировать взрывное устройство погиб сержант Kovács Gyula.
12 июля 2008 года на дороге в Кундуз взрывом был убит венгерский военнослужащий Németh Krisztián.
27 октября 2008 года при подрыве смертника в полицейском участке города Пули-Хумри был ранен 1 военнослужащий Венгрии.
7 февраля 2010 года в 80 км от Пули-Хумри при попадании гранаты из РПГ в автомашину HMMWV были ранены 2 военнослужащих Венгрии.
23 августа 2010 года в 20 км к северо-западу от города Пули-Хумри была атакована автоколонна из 15 автомашин венгерского контингента ISAF, погиб сержант и были ранены три других венгерских военнослужащих. Кроме того, в результате взрыва самодельного взрывного устройства, обстрела с трёх сторон из стрелкового оружия и последующего попадания реактивной противотанковой гранаты был выведен из строя бронированный джип "Toyota Land Cruiser" венгерского контингента.
19 января 2011 года США передали венгерскому контингенту ISAF десять бронемашин International MaxxPro. 17 мая 2011 года на автодороге в провинции Баглан в результате столкновения с афганским автомобилем перевернулась бронемашина International MaxxPro венгерского контингента. Погибли два и были ранены ещё два венгерских военнослужащих, броневик получил повреждения турели и ходовой части.
В начале 2013 года началось сокращение численности венгерского контингента ISAF, 2 марта 2013 года венгерские военнослужащие покинули базу "Camp Pannonia", которая была передана вооружённым силам Афганистана.
По состоянию на 1 августа 2013 года, численность контингента составляла 354 военнослужащих.
28 декабря 2014 года командование НАТО объявило о том, что операция "Несокрушимая свобода" в Афганистане завершена. Тем не менее, боевые действия в стране продолжались и иностранные войска остались в стране - в соответствии с начатой 1 января 2015 года операцией «Решительная поддержка», хотя общая численность войск НАТО (в том числе, контингента Венгрии) была уменьшена.
В июле 2018 года численность военного контингента Венгрии составляла 93 военнослужащих.
В феврале 2020 года численность военного контингента Венгрии составляла 95 военнослужащих.
14 апреля 2021 года президент США Джо Байден объявил о планах начала вывода американских войск из Афганистана в мае 2021 с завершением этого процесса к 11 сентября 2021 года. В этот же день решение о выводе войск «в течение нескольких следующих месяцев» приняли страны НАТО. 8 июня 2021 года Венгрия завершила эвакуацию войск и участие в операции.
15-16 августа 2021 года силы талибов заняли Кабул, и правительство Венгрии приняло решение отправить в Афганистан самолёты ВВС для эвакуации оставшихся в стране граждан Венгрии, иностранных граждан и ранее сотрудничавших с венгерскими войсками афганцев. Последний венгерский самолёт вылетел из международного аэропорта в Кабуле в Узбекистан 26 августа 2021 года, всего венгерскими самолётами были вывезены 540 человек. Однако правительство Венгрии отказалось предоставлять беженцам из Афганистана право на проживание в стране.

## Результаты

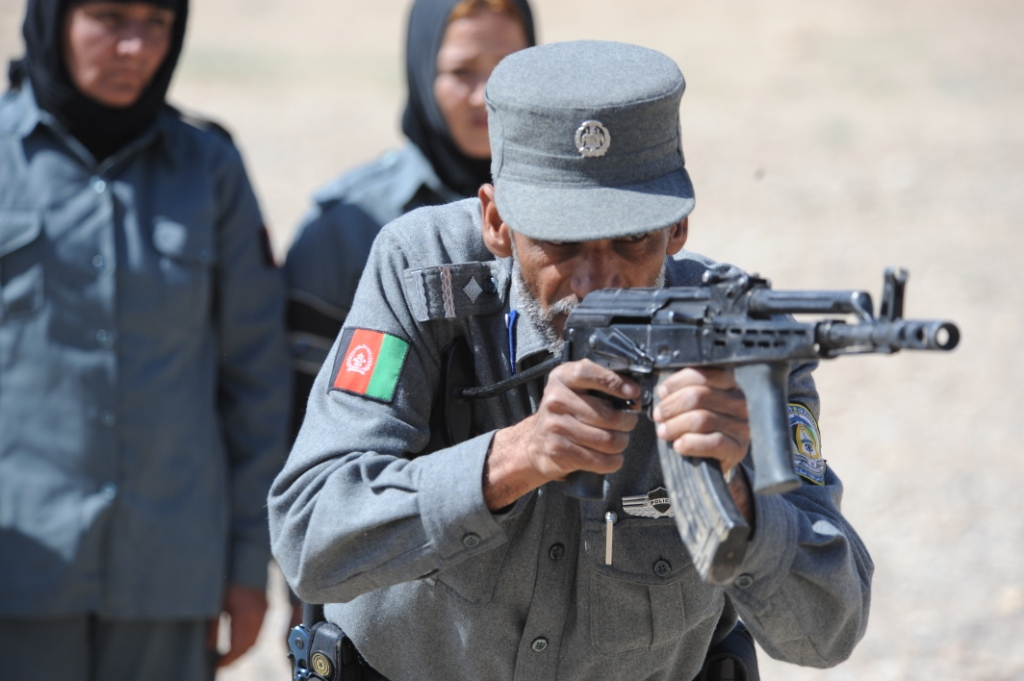
афганский полицейский с автоматом AMD-65 (12 апреля 2010)

Потери венгерского контингента в Афганистане с начала участия в операции до конца 2014 года составляют не менее 7 военнослужащих погибшими и не менее 13 ранеными и травмированными, а также несколько единиц техники.
Следует учесть, что в состав военного контингента не входят:
- венгерские полицейские, находившиеся в Афганистане по программе EUPOL — Afghanistan[5]
- два находившихся в Афганистане сотрудника министерства иностранных дел Венгрии (один из которых находился в Кабуле, а второй занимал должность политического советника при венгерском военном контингенте в провинции Баглан)[4].
- сотрудники компании "Supreme" (иностранные контрактники и нанятые афганцы), обеспечивавшие деятельность военной базы "Camp Pannonia"[5]

В перечисленные выше потери не включены сведения о финансовых расходах на участие в войне. Помимо прямых военных расходов, Венгрия предоставляла военную помощь Афганистану.
- по официальным данным отчёта правительства Венгрии в ООН, в виде военной помощи Афганистану в 2006 году было передано 21 480 шт. автоматов Калашникова (980 шт. АК-47 и 20 500 шт. AMD-65) и 920 шт. пулемётов (880 шт. пулемётов Калашникова и 40 шт. 7,62-мм ручных пулемётов РПК)[18].